# Leptopsyllus (Leptopsyllus) harveyi
Leptopsyllus (Leptopsyllus) harveyi is een eenoogkreeftjessoort uit de familie van de Paramesochridae. De wetenschappelijke naam van de soort is voor het eerst geldig gepubliceerd in 1963 door Wells.